# 西田穣
西田 穣（にしだ ゆたか、1946年 - ）は、日本の都市プランナー、街づくりプランナー、地域計画研究所代表取締役／ふるさと回帰総合政策研究所　まちづくりに夢をつなぐ市民の会共同代表で専攻は都市計画（既成市街地整備・地区計画）・地域計画・市民参加のまちづくり。

## 経歴
1946年生まれ。1969年東京大学工学部都市工学科卒業。
著書に『災害に強いまちづくりと災害救助のあり方』（共著、全日本自治団体労働組合）、『チャレンジ！　市民の手でまちづくり』（共著、東京ランポ）、『わいわい実践本　こんな杉並に住みたいな』（共著、まちづくりに夢をつなぐ市民の会）、『安全と再生の都市づくり』（共著、学芸出版社）、『新時代の都市計画（第１巻）分権社会と都市計画』（共著、ぎょうせい）など。